# Логатинка (Жирятинский район)
Логатинка — деревня в Жирятинском районе Брянской области, в составе Морачёвского сельского поселения. 
 Расположена в 3 км к северо-западу от села Морачёво. Постоянное население с 1980-х гг. отсутствует.

## История
Возникла в 1920-е годы на территории Княвичской волости; с 1924 года в Жирятинской волости, Жирятинском районе (с 1929), а при его временном расформировании (1932—1939, 1957—1985) — в Жуковском районе. До 1930-х гг. входила в Издежичский сельсовет, затем до 1985 в Быковичском сельсовете.
| Годы      | 1926 | 1979 | 1989 | 2002 | 2010 |
| --------- | ---- | ---- | ---- | ---- | ---- |
| Население | 104  | 41   | 0    | 0    | 0    |